# Worthington Springs
Worthington Springs é uma vila localizada no estado americano da Flórida, no condado de Union. Foi incorporada em 1963.

## Geografia
De acordo com o United States Census Bureau, a vila tem uma área de 0,91 km², onde 0,88 km² estão cobertos por terra e 0,03 km² por água.

### Localidades na vizinhança
O diagrama seguinte representa as localidades num raio de 24 km ao redor de Worthington Springs.

## Demografia
Segundo o censo nacional de 2010, a sua população é de 181 habitantes e sua densidade populacional é de 205,5 hab/km². É a localidade menos populosa do condado de Union e a que, em 10 anos, teve a maior redução populacional do condado. Possui 82 residências, que resulta em uma densidade de 93,1 residências/km².